# Dorota z Anhaltu-Zerbst
Dorota Anhalt-Zerbst (25 września 1607 - 26 września 1634) – księżna Brunszwiku-Lüneburg. Córka księcia askańskiego Rudolfa.
W 1623 roku poślubiła księcia Brunszwiku Augusta II, dając początek młodszej linii dynastii brunszwickiej. Ze związku przyszło na świat pięcioro dzieci:
- Henryk
- Rudolf
- Sybilla
- Klara
- Antoni.